# Békési Béla
Békési Béla (Makó, 1926. november 3. – Budapest, 1958. április 22.) magyar orvostanhallgató.

## Életpályája
Békési Béla és Szél Etelka fiaként született. Érettségit követően a Ganz gyárban dolgozott segédmunkásként. Ezt követően a Ganz gyár irodai adminisztrátora volt. 1951-ben megnősült, 1953-ban fia született. 1951-ben a baleseti kórházban dolgozott műtősként. Feleségétől elvált; a kórházban lakott. 1953–1956 között az orvosi egyetem hallgatója volt.
Az 1956-os forradalom és szabadságharc résztvevője volt. 1956. október 28-án belépett az egyetemi nemzetőrségbe. 1957. február 11-én letartóztatták. 1957. október 4-én életfogytiglani börtönre ítélték. Ezt az ítéletet 1958. április 15-én halálbüntetésre súlyosbították.
Sírja a rákoskeresztúri köztemetőben található.